# Winterfeld (adelsslægt)
 For alternative betydninger, se Winterfeld. (Se også artikler, som begynder med Winterfeld)
Winterfeld eller Winterfeldt er en adelsslægt fra Brandenburg og Pommern, der i 1600-tallet også indvandrede til Danmark, hvor den 25. maj 1671 opnåede friherrelig værdighed. Slægtens stamsæde er Winterfeld ved Salzwedel.
Slægten uddøde i Danmark 1707, men navnet blev videreført som Holck-Winterfeldt og Knuth-Winterfeldt af de slægter (Holck og Knuth), der overtog de winterfeldtske godser.

## Historie
Ifølge en overlevering er slægten kommet til Altmark sammen med kong Henrik Fuglefænger i året 926. Slægten er formentlig beslægtet med den slægt fra Wolfenbüttel (grever af Peine), som allerede 1073 førte det samme våben. Først 1286 træder slægten med sikkerhed frem i historien med Adam von Winterfeld. En stamrække begynder ca. 100 år senere med Dietrich von Winterfeld (1380-1420 på Dallmin).
25. maj 1671 blev overhoved for den danske gren af slægten ophøjet til friherre. 1706 blev fik slægten værdighed som marqués i Spanien, og 1719 blev slægten ophøjet i den arvelige nederlandske grevestand.

## Våbenskjold
Det oprindelige våben viser på blåt felt en ulv, der springer over et neg fra højre mod venstre. På hjelmen med blå-guld hjelmklæde en voksende ulv mellem to harniskklædte arme.
Det friherrelige våben fra 1671 er firdelt med stamvåbenet som hjerteskjold, hvori ulven ses springende over to neg. Hovedskjoldet viser i 1. og 4. felt på rød baggrund en springende sølv hest og i 2. og 3. felt på guld baggrund en fra en sølv sky udgående arm, som holder et sværd.

## Personer i slægten
- Ermegaard Sophie von Winterfeldt var mor til Flemming Holck-Winterfeldt, Gustav Frederik Holck-Winterfeldt, Margrethe Holck, Hilleborg Margrethe Holck og Conrad Holck.
- Helmuth Otto von Winterfeld (1617-1694) – gehejmeråd, amtmand og baron
- Jørgen Balthasar Winterfeldt (1732-1821) – dansk søofficer